# Moctezuma, Minatitlán
Moctezuma är en ort i Mexiko.   Den ligger i kommunen Minatitlán och delstaten Veracruz, i den sydöstra delen av landet, 600 km öster om huvudstaden Mexico City. Moctezuma ligger 19 meter över havet och antalet invånare är 123.
Terrängen runt Moctezuma är platt. Runt Moctezuma är det ganska glesbefolkat, med 29 invånare per kvadratkilometer. Närmaste större samhälle är La Michoacana, 4,2 km väster om Moctezuma. Omgivningarna runt Moctezuma är en mosaik av jordbruksmark och naturlig växtlighet.